# Nizina Północnomazowiecka
Nizina Północnomazowiecka, česky překládáno jako Severomazovská nížina nebo Severomazowiecká nížina a v polském geomorfologickém značení 318.6, je geomorfologická oblast Středopolských nížin (Niziny Środkowopolskie) patřící do geomorfologické subprovincie Středoevropské nížiny v Polsku. Nachází se v Mazovském vojvodství, Varmijsko-mazurském vojvodství a Podleském vojvodství. Nejvyšším bodem je Dębowa Góra (235 m n. m.) v geomorfologickém celku Wzniesienia Mławskie).

## Členění
Nizina Północnomazowiecka byla výrazně formovaná zaniklým ledovcem v době ledové. Nizina Północnomazowiecka se dále dělí na 7 geomorfologických celků:
- 318.61 Wysoczyzna Płońska
- 318.62 Równina Raciąska nazývaná také Pradolina Raciąska
- 318.63 Wzniesienia Mławskie
- 318.64 Wysoczyzna Ciechanowska
- 318.65 Równina Kurpiowska
- 318.66 Dolina Dolnej Narwi
- 318.67 Międzyrzecze Łomżyńskie

## Vodstvo
Vodstvo patří do povodí Visly a úmoří Baltského moře. Kromě veletoku Visla je třeba zmínit řeky Narew (pravý přítok Visly) a Wkra (pravý přítok Narew).

## Osídlení
Nejvýznamnějšími městy jsou Łomża, Ostrołęka, Ciechanów a Mława.

## Galerie

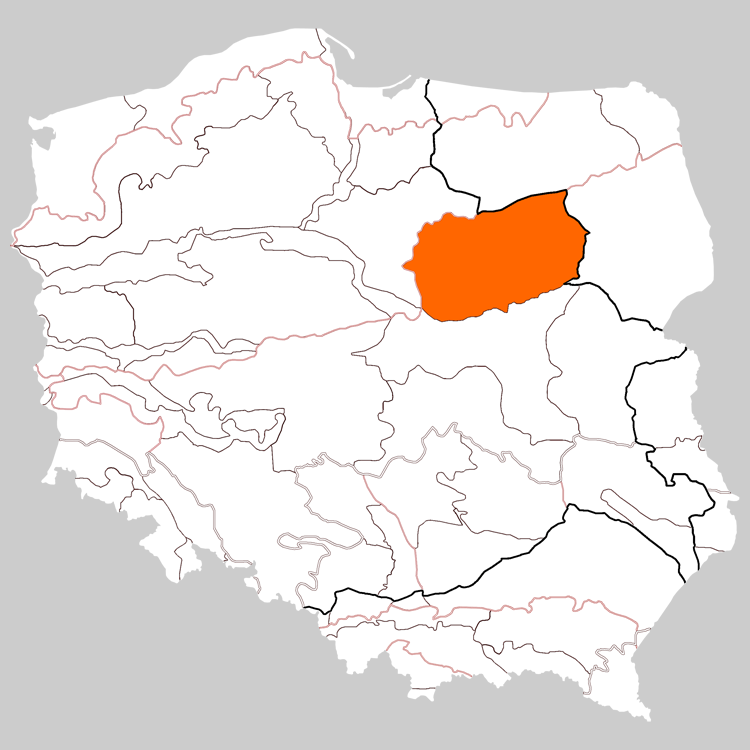
Vyznačení na mapě Polska
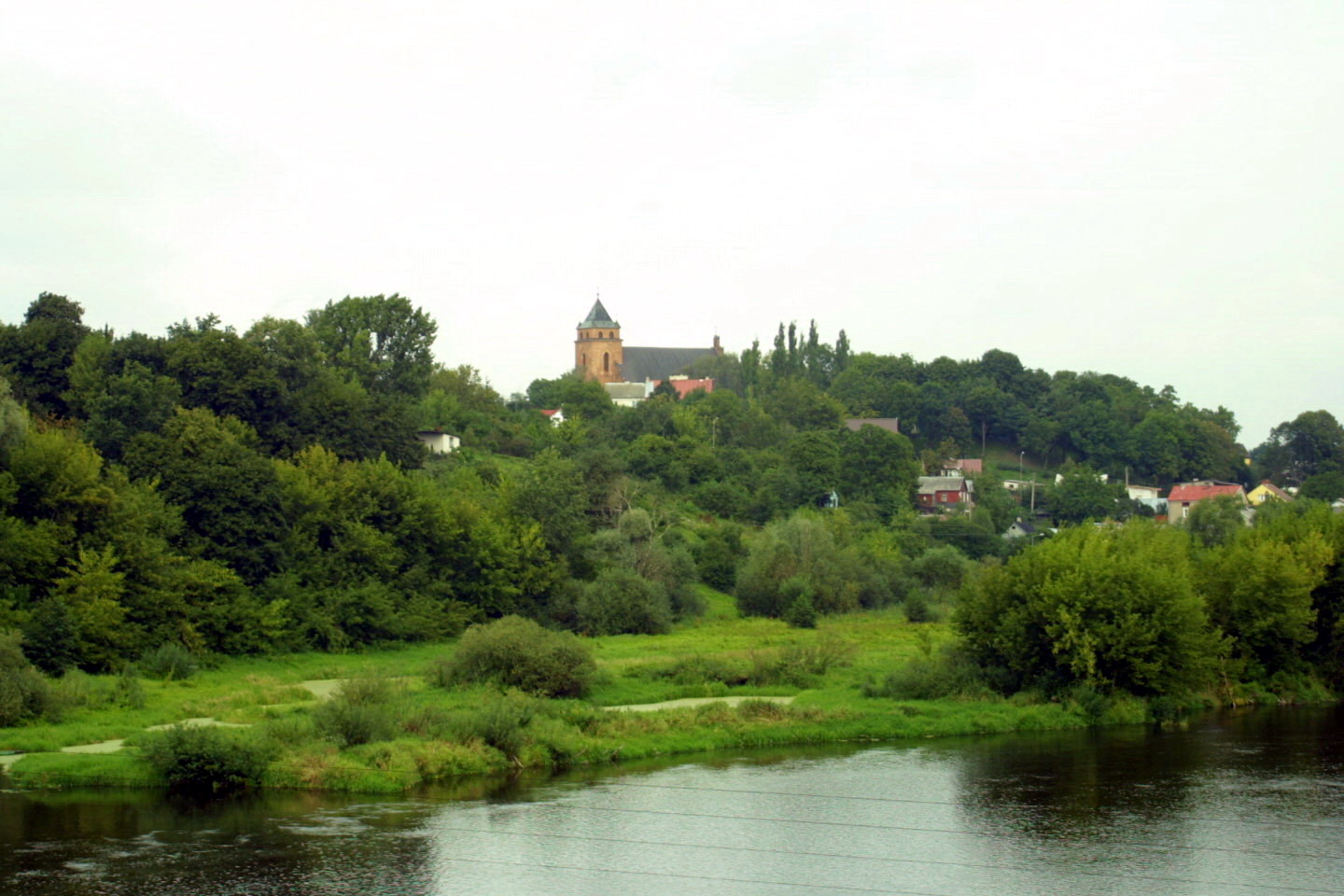
Město Różan
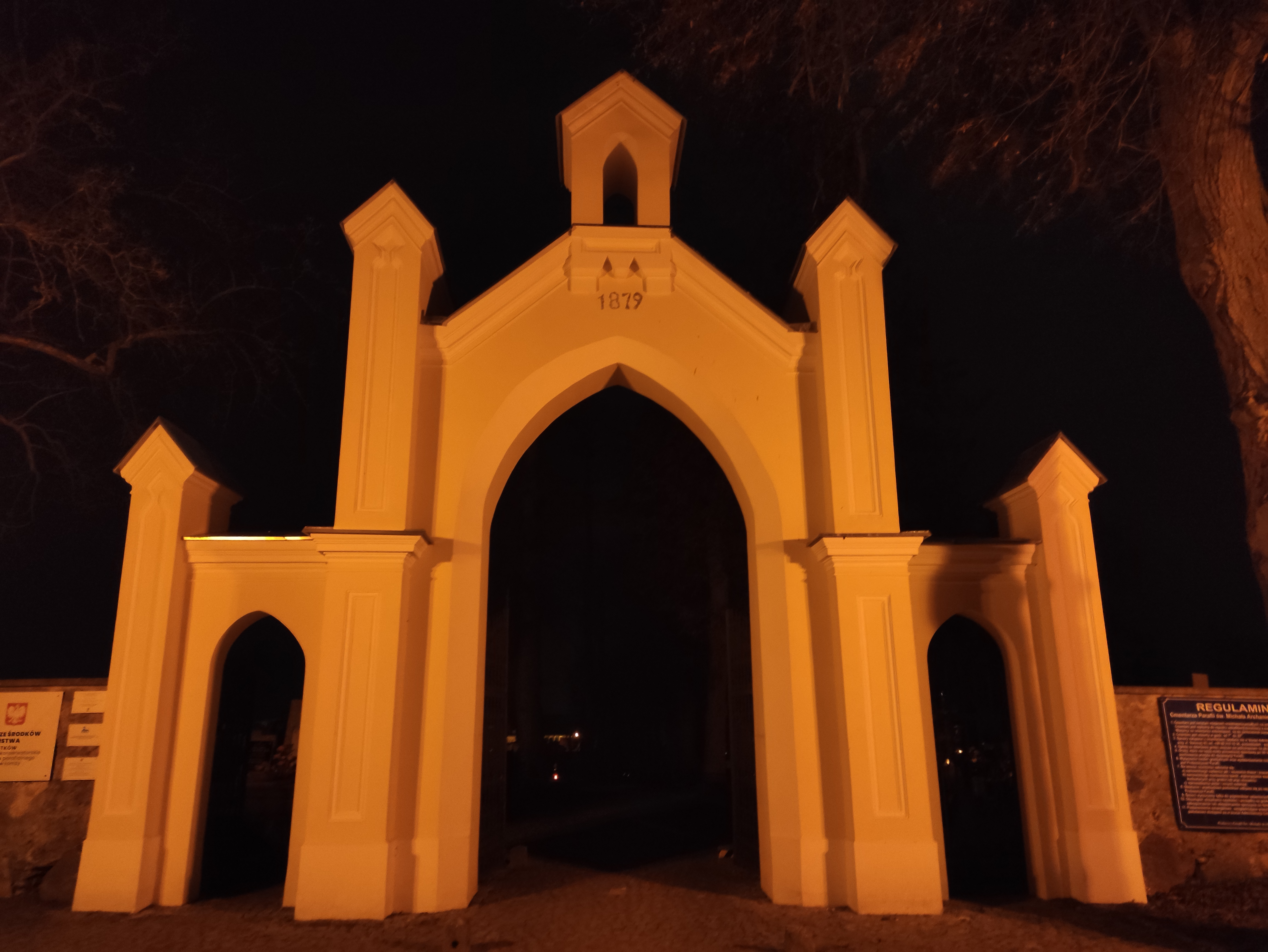
Hřbitovní brána, Łomża